# Lordelo (Vila Real)
Lordelo ist eine Gemeinde (Freguesia) im portugiesischen Kreis Vila Real. In ihr leben 3227 Einwohner (Stand 19. April 2021).